# Thuringowa
Thuringowa est une ancienne ville du nord du Queensland, en Australie. En pleine expansion à la fin du XXe siècle, elle a été fusionnée avec Townsville en mars 2008.
Elle doit son nom à un pionnier allemand qui l'a baptisé du nom de sa province d'origine: la Thuringe.
Avant l'arrivée des Européens, la région était habitée par la tribu aborigène des « Nyawaygi ». Le premier Européen à s'installer dans la région est James Morrill en 1846, recueilli par des aborigènes après un naufrage.